# Vickers QF 2 pounder Mark VIII
QF 2 pounder Mark VIII — автоматическая зенитная пушка, разработанная британским концерном «Виккерс». Стало усовершенствованной версией орудия Vickers QF 2 pounder Mark II. Также, как и предшественник, из-за характерного звука, издаваемого при стрельбе, широко известно как «Пом-пом». Автомат размещался в механизированных установках на 4 и 8 орудий. Четырёхствольные установки использовались на эсминцах и крейсерах Королевского флота, восьмиствольные на крейсерах, линкорах и авианосцах. В годы Второй мировой войны «Двухфунтовка» марки VIII была основным средством ближней ПВО Королевского флота.

## История создания и конструкция
Пушки имели среднюю живучесть ствола 5000 выстрелов

## Боевое применение
В ходе боевого применения выявилось значительное количество недостатков автомата. К ним прежде всего относилась недостаточная дальность стрельбы, не позволявшая сбивать самолёты противника на безопасном удалении от корабля-носителя. Для сравнения, такой же по калибру автомат «Бофорс» имел почти вдвое большую дальность эффективной стрельбы. Кроме того, «Пом-помы» оказались очень ненадёжными. Использование брезентовой ленты для подачи патронов приводило к их частому заеданию в затворе. В результате британский флот уже в ходе войны начал постепенный переход на орудия «Бофорс».